# Nano-indentatie

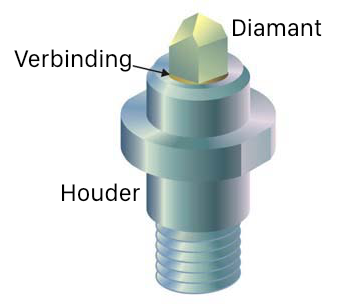

Kracht-verplaatsing curve, bekomen door nano-indentatie.

Nano-indentatie is een indentatietest waarbij kleine krachten en kleine verplaatsingen worden gebruikt om de hardheid van een materiaal te bepalen. Indentatietesten zijn een van de meest gebruikte testen om de mechanische eigenschappen van een stof te bepalen.

## Geschiedenis
De eerste meting van deze aard gebeurde in de jaren '70 van de twintigste eeuw. Moderne toestellen meten de diepte tot op 0,1 nm en een kracht tot op 1 µN. Hierdoor is het mogelijk om zeer nauwkeurige metingen uit te voeren door indringing van een diamanten indenter in het oppervlak. Deze gegevens kunnen in een grafiek worden uitgezet om een kracht-verplaatsing curve te bekomen. Uit deze gegevens kan de indentatiemodulus en de indentatiehardheid bepaald worden. De term indentatiemodulus wordt gebruikt omdat de indentatiemodulus lichtjes kan afwijken van de Young-modulus, aangezien het een gewogen gemiddelde is van de elastische eigenschappen in een bepaald monstervolume.

## Analyse van de metingen
Na het uitvoeren van nano-indentatiemetingen is een methode nodig om uit de meetwaarden de mechanische eigenschappen af te leiden. Deze methode werd opgesteld door Doerner en Nix en later verbeterd door Oliver en Pharr. De methode werd vastgelegd in een internationale standaard (ISO 14577).

### Kracht-verplaatsing curve
Bij het uitzetten van de kracht in functie van de verplaatsing van de indenter wordt een kracht-verplaatsing curve bekomen. Uit de kracht-verplaatsing curve kan zeer veel informatie gehaald worden zoals de Young-modulus, de hardheid en de stijfheid. De kracht-verplaatsing curve bestaat uit 3 delen:
- Het eerste deel is belasten waarbij de kracht {\displaystyle F} wordt opgebouwd tot {\displaystyle F_{max}}.
- Na het opbouwen van de kracht komt een behouden, waar een constante kracht {\displaystyle F_{max}} wordt aangehouden en de indenter dieper in het materiaal zinkt door tijdsafhankelijke vervorming.
- Het laatste deel is de ontlasten, waarbij de kracht {\displaystyle F} wordt weggehaald en de indringdiepte zal verminderen door de elastische vervorming.

Wanneer een kracht wordt aangewend die geen plastische vervorming teweegbrengt, zal het belasten samenvallen met het ontlasten. De gebruikte kracht kan geprogrammeerd worden in functie van de tijd. De figuur toont het verloop van de aangewende kracht in functie van de tijd. Afhankelijk van de gewenste meting zal de kracht-tijdscurve een andere vorm hebben.
In de praktijk worden nano-indentaties uitgevoerd op een brede waaier aan materialen: van zachte polymeren tot diamant-achtige koolstoffilms. De vorm van de curve zegt ook heel wat over het soort materiaal. Niet-lineaire curves kunnen wijzen op fasetransformaties, barsten en delaminatie van de coating.

### Bepaling van mechanische eigenschappen
- De hardheid H kan aan de hand van de basisdefinitie van hardheid bepaald worden:

{\displaystyle {H}={\frac {F}{A(h_{c})}}}
waarbij {\displaystyle A(h_{c})} bepaald wordt door kalibratie van de indenter
- De stijfheid kan bepaald worden door {\displaystyle dF \over dx} te bepalen net na de hold. Hieruit volgt dat hoe steiler de ontlasting is, hoe stijver het materiaal.
- De elasticiteit E wordt bepaald door

{\displaystyle E_{r}={\frac {\sqrt {\pi }}{2}}{\frac {S}{\sqrt {A(h_{c})}}}}

## Invloeden en beperkingen

### Indenter vorm
Geen enkele indenter kan met een ideale scherpe tip gefabriceerd worden. Indenters hebben een afgeronde tip met een radius tussen 50 nm en enkele honderden nanometer. Volgens de ISO 14577 mag een indenter maximaal een radius van 200 nm hebben. De afronding van de indenter stijgt met het gebruik want ook diamant verslijt. Indien indentaties van minder dan 6 µm worden uitgevoerd moet een area-functie worden bepaald.
Volgens ISO 14577 kan de area-functie door 3 verschillende methoden berekend worden:
- Directe meting door gebruik te maken van AFM (Atomic Force Microscopy)
- Indirecte methode door indentatiemetingen uit te voeren in een homogeen materiaal met goed gekende Young-modulus
- Indirecte methode door de diepteonafhankelijke hardheid te observeren

### Pile-up en sink-in
Wanneer een indentatie wordt uitgevoerd, wordt het oppervlak van het monster voornamelijk naar binnen getrokken en naar onder geduwd onder de indenter. Dit fenomeen heet sink-in.
Als een plastische vervorming optreedt, kan het materiaal zowel inzinken als ophopen rond de indenter. Het ophopen wordt pile-up genoemd. Met andere woorden is pile-up materiaal dat opwaarts beweegt tijdens de indentatie boven het oorspronkelijke oppervlak en na de unkracht blijft bestaan. Pile-up doet zich vooral voor bij verharde metalen.
Sink-in is een minder voorkomend effect dan pile-up en doet zich vooral voor bij gegloeide metalen en materialen die een veranderende dichtheid hebben bij indentatie.
Door een confocale camera kan de pile-up of sink-in bepaald worden.